# Xanthorhoe restricta
Xanthorhoe restricta är en fjärilsart som beskrevs av Leo Schwingenschuss 1928. Xanthorhoe restricta ingår i släktet Xanthorhoe och familjen mätare. Inga underarter finns listade i Catalogue of Life.